# Philasterides dicentrarchi
Philasterides dicentrarchi es un protozoo ciliado de la subclase Scuticociliatia. Parasita peces, produciendo una enfermedad fatal para el rodaballo y la lubina de piscifactoría (Psetta maxima y Dicentrarchus labrax), así como en la especie Paralichthys olivaceus. Se están ensayando varios antiprotozoales para combatir esta enfermedad.